# フェルナンド・バレエ

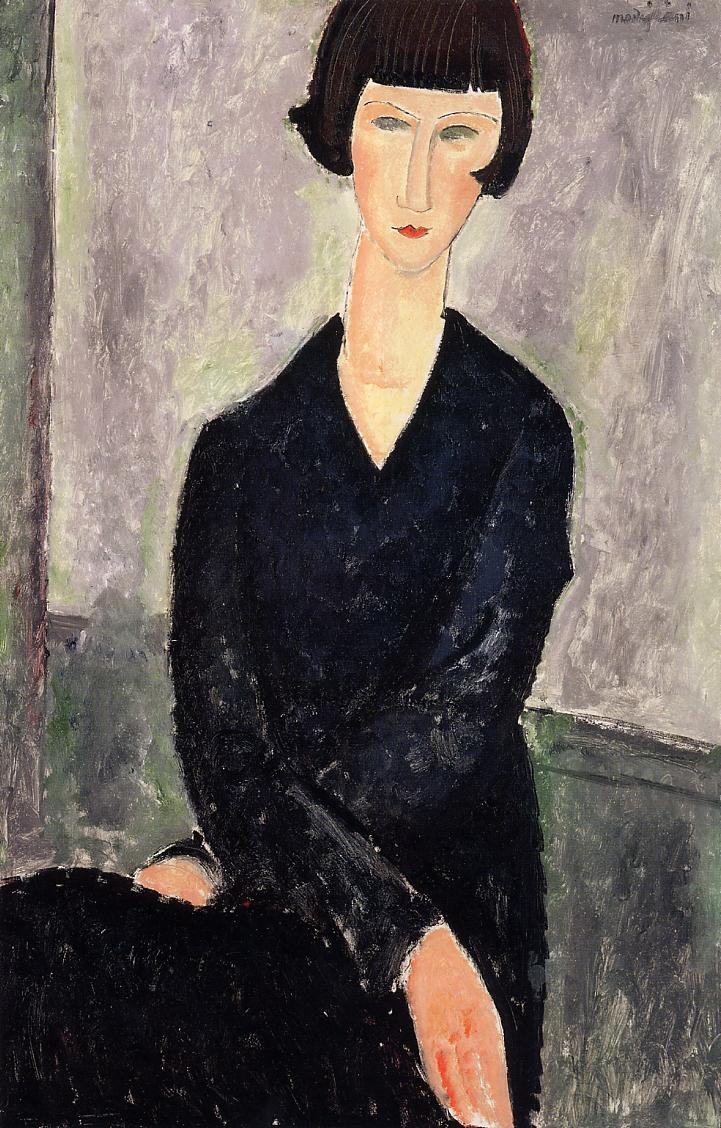
アメデオ・モディリアーニ『フェルナンド・バレエの肖像』(1917年)

フェルナンド・バレエ（Fernande Barrey、1893年1月9日 - 1960年7月14日）はフランスの美術モデル、画家。

## 生涯
1893年、サン＝ヴァレリー＝シュル＝ソンムに生まれる。1908年頃、まだ十代でパリに上京、売春婦として生計を立てる。その後、写真家ジャン・アジェロウ、画家アメデオ・モディリアーニとシャイム・スーティンの美術モデルとなる。
1917年3月、モンパルナスのラ・ロトンドで日本人画家の藤田嗣治と出会い、13日後に結婚する。1918年、二人はドイツの空襲を恐れて南仏のカーニュ＝シュル＝メールに移住。その地で数年、絵を描いたり多くの友人と会うなどして過ごす。モディリアーニの妻ジャンヌ・エビュテルヌとはこの時期に親しくなった。1920年、モディリアーニが結核で亡くなった時には、悲しみにくれるジャンヌを慰めるが、その甲斐なく、ジャンヌは妊娠8ヶ月の身で自殺してしまう。
1925年、夫婦は性的にとてもオープンな関係にあった。フェルナンドは夫と同じ日本人画家の小柳正（1897年 - 1948年）と肉体関係を持つ。藤田はそれが許せず、「ユキ」ことリュシー・バドゥと3日間、姿をくらます。フェルナンドはそうとは知らず、パリの死体安置所まで夫を探しに行った。1928年、二人は離婚。フェルナンドはモンパルナスで小柳と暮らした。1935年、小柳と別れると元夫の藤田との関係は改善され、以後、彼女が亡くなるまで藤田は財政的にフェルナンドを援助した。
有名なピンナップガール「ミス・フェルナンダ」の正体は、ヌード絵葉書で知られるジャン・アジェロウのモデルをしていたことなどからフェルナンドではないかと言われるが、明確な証拠はない。
画家としては、1929年、サロン・ドートンヌで『Josiane』『Les Pêches』を出品した。

## 映画の中のフェルナンド
藤田嗣治の伝記映画『FOUJITA』ではマリー・クレメールがフェルナンドを演じた。

## ギャラリー

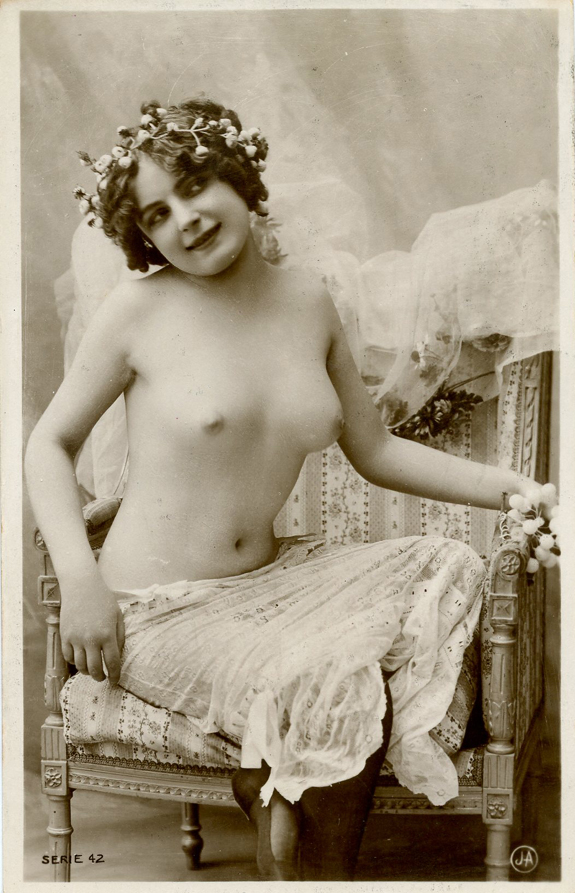
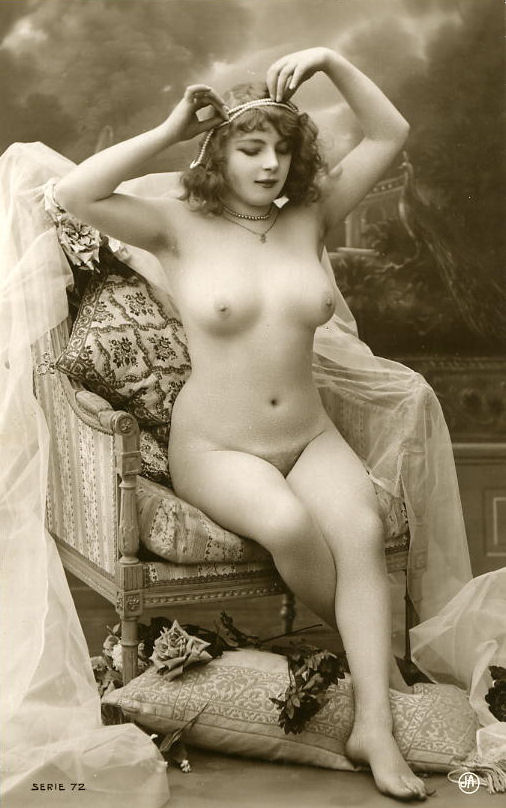
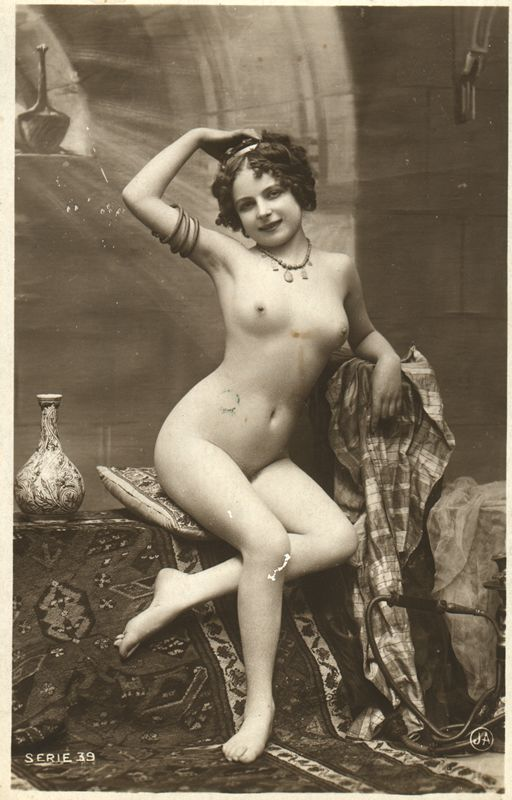
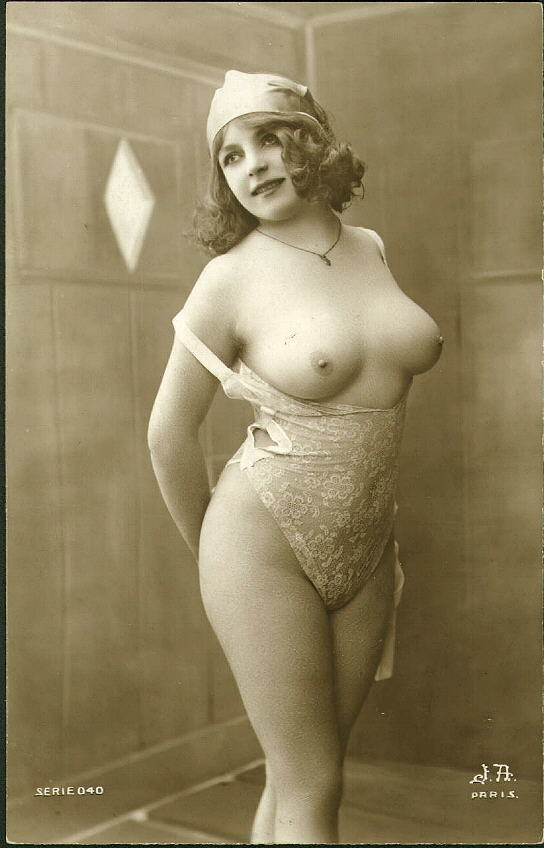
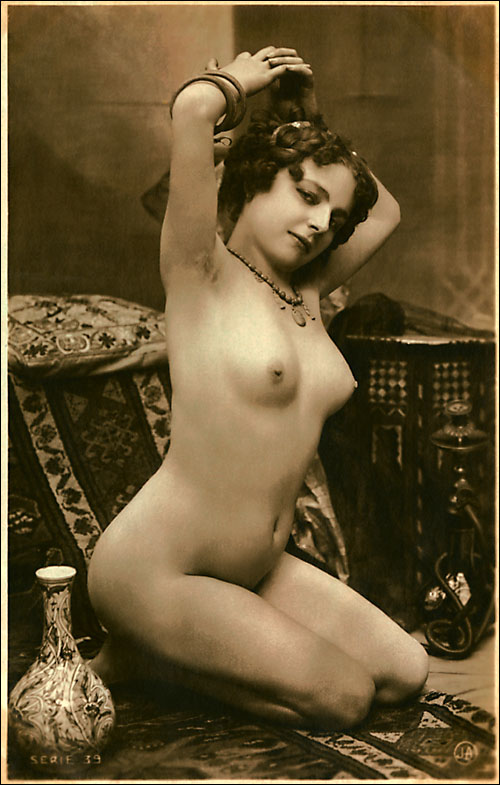
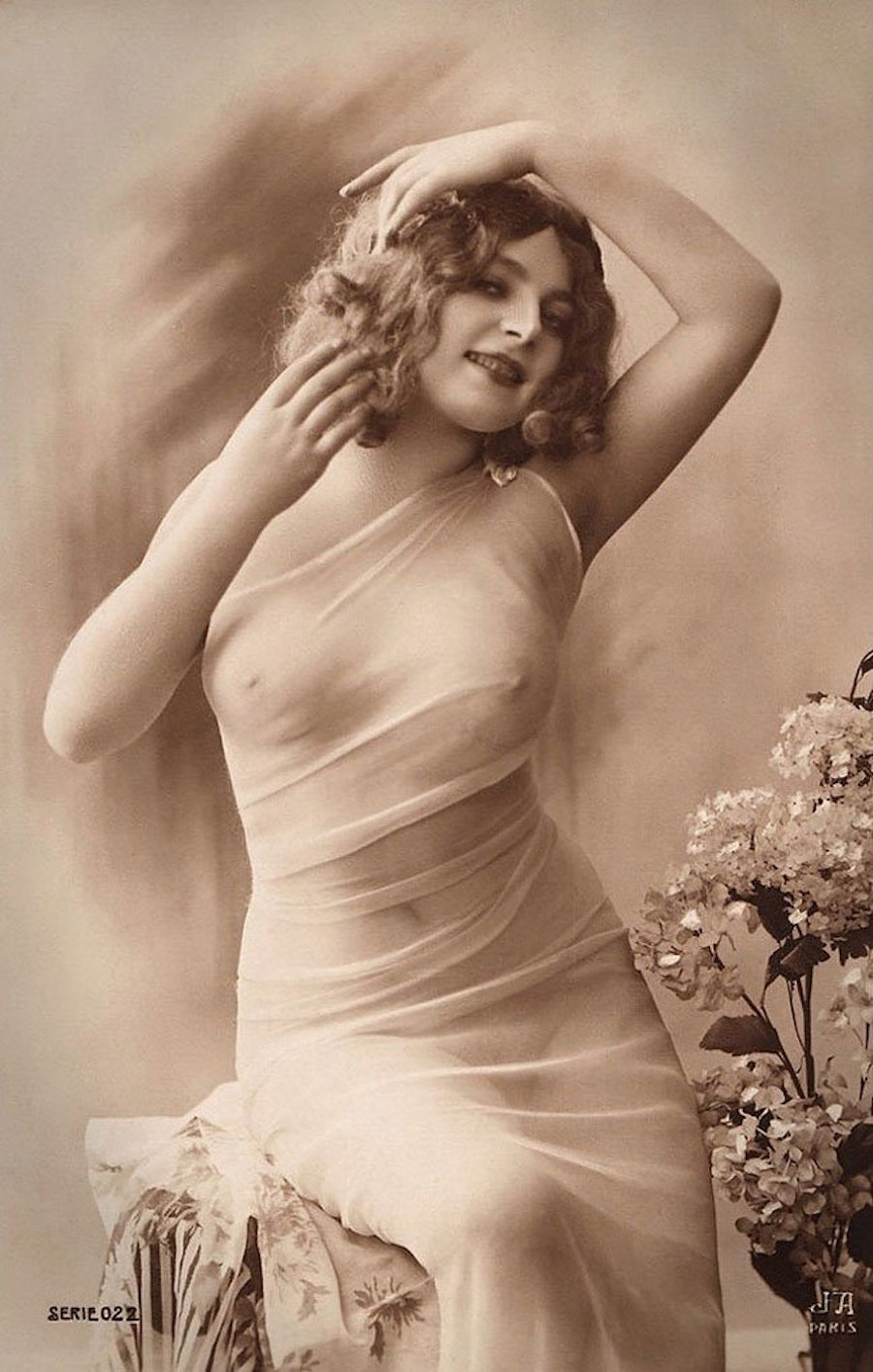
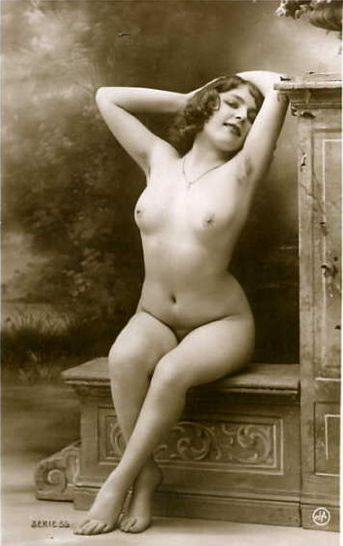
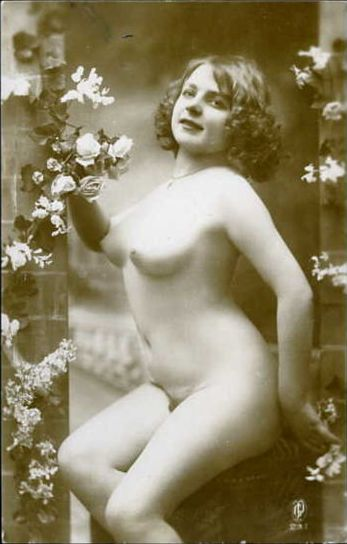
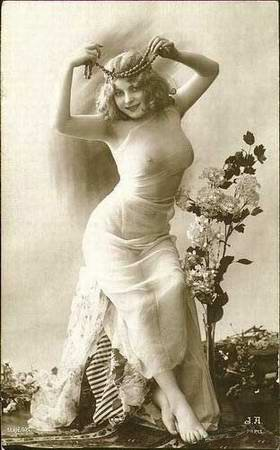
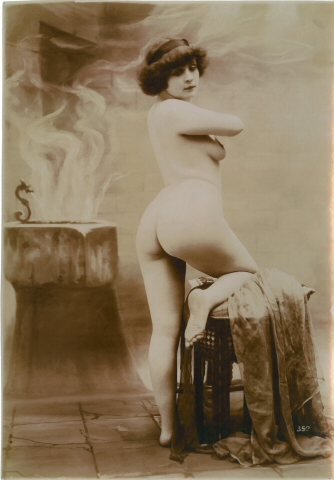
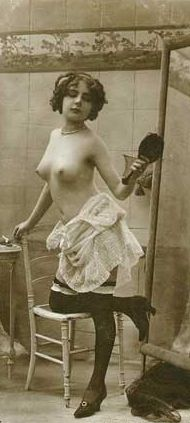
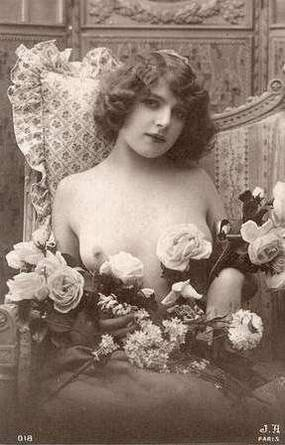
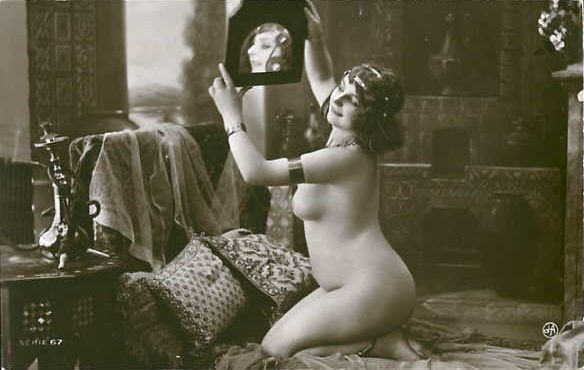
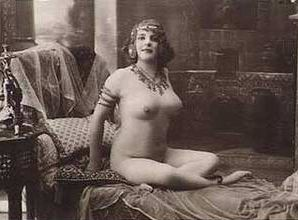
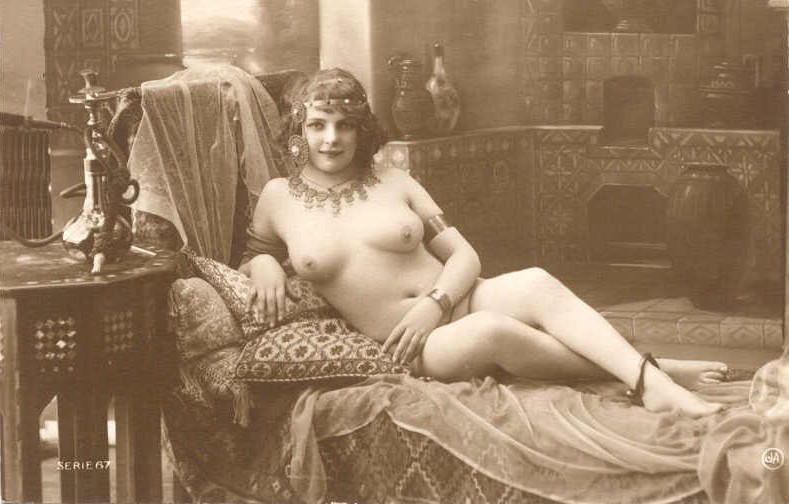
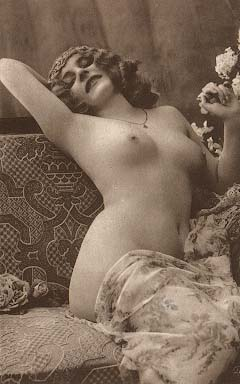

撮影はジャン・アジェロウ。

## 文献
- Berk, Jiminez; Banham, Joanna (2001) (英語). Dictionary of Artists' Models. Taylor & Francis. ISBN 9781579582333
- Christian Bourdon et Jean-Pierre Bourgeron, Jean Agélou : de l’académisme à la photographie de charme, Éditions Marval, 2007. ISBN 2-8623-4394-3
- Édouard-Joseph, Rene (1930). Dictionnaire biographique des Artistes Contemporains. 1910-1930. 1 A-E. Art & Édition
- Kluver, Billy; Martin, Julie (1994) (英語). Kiki's Paris: Artist and Lovers 1900-1930. Harry N. Abrams. ISBN 9780810925915
- La Volpe, Louis (2005) (英語). Miss Fernande: First Lady of Erotica. Lulu Enterprises Incorporated. ISBN 9781411653245
- Lemonier, Marc (2015) (フランス語). Guide historique du Paris libertin. Groupe CB. ISBN 9782842716707
- Meyers, Jeffrey (2014) (英語). Modigliani: A Life. HMH. ISBN 9780544391215
- Modigliani, Amedeo; Parisot, Christian (2005) (英語). Modigliani in Venice, Between Leghorn and Paris: Artwork, Documents from Archives Légales Amedeo Modigliani, Unpublished Documentation on the Modigliani Family Holdings in Sardinia. C. Delfino. ISBN 9788871383699